# Ymkje Hofstra-Booi
Ymkje Hofstra-Booi (Hemrik, 28 september 1881 – Wijnjewoude, 11 december 1989) was vanaf 2 december 1989 de oudste levende vrouw van Nederland, na het overlijden van Hinderika Modderaar. Zij heeft deze titel 9 dagen gedragen.
Hofstra-Booi overleed op de leeftijd van 108 jaar en 74 dagen. Haar opvolger was Trijntje Jansma-Boskma.